# الدوري الشمالي لكرة القدم 1939–40
الدوري الشمالي لكرة القدم 1939–40 (بالإنجليزية: 1939–40 Northern Football League)‏ هو موسم من الدوري الشمالي لكرة القدم ‏. فاز فيه Shildon A.F.C. ‏.